# قانون حقوق النشر في روسيا
بالأصل، تطور مفهوم حقوق النشر في روسيا على نفس خطى البلدان الأوروبية الغربية. يرجع تاريخ صدور أول قانون لحقوق النشر إلى عام 1828. وضعت مدة زمنية عامة لصلاحية حقوق النشر قدرها خمسون سنة في عام 1857. استوحي قانون حقوق النشر لسنة 1911 من القوانين الغربية المندرجة تحت التقليد الأوروبي القاري. تعد «حرية الترجمة» من الاستثناءات الجديرة بالذكر التي اختص بها قانون حقوق النشر الروسي؛ إذ لا توجد قيود على ترجمة أي عمل إلى لغة أخرى.
خضع قانون حقوق النشر للتغيير تحت حكم الاتحاد السوفيتي ليتوافق أكثر مع الأيديولوجيا والاقتصاد الاشتراكيين. في البداية، خفضت مدة نفاذ حقوق النشر إلى 25 سنة من تاريخ النشر الأول للعمل، وقلصت لتصبح 15 سنة بعد وفاة المؤلف في عام 1928، قبل أن ترفع مجددًا إلى 25 سنة بعد الوفاة في عام 1973، حين انضم الاتحاد السوفيتي إلى الاتفاقية العالمية لحقوق النشر. في بادئ الأمر، تبنى الاتحاد الروسي آخر التشريعات السوفيتية العائدة لعام 1991 بعد انهيار الاتحاد السوفيتي، والتي كانت لم تدخل حيز التنفيذ في الاتحاد السوفيتي بعد. دخل قانون حقوق النشر الروسي الجديد والمحدث حيز التنفيذ في عام 1993، والذي كان متماشيًا مع المعاهدات الدولية الرائدة في مجال حقوق النشر. أعيدت كتابة قانون حقوق النشر برمته، ودمج ضمن القانون المدني لسنة 2006، وذلك كجزء من المشروع الرامي إلى وضع قانون مدني جديد لروسيا. دخلت الأحكام الجديدة حيز التنفيذ بتاريخ 1 يناير عام 2008.
انتهج السوفييت سياسةً انعزاليةً على الصعيد الدولي حتى أواخر ستينيات القرن العشرين. ففي حين أبرم القياصرة العديد من معاهدات حقوق النشر الثنائية قصيرة الأمد مع الدول الغربية، لم يكن للاتحاد السوفيتي أي علاقات خارجية في مجال حقوق النشر إلا بعد إبرام أول معاهدة ثنائية مع المجر في عام 1967. حصل تغير كبير بعد انضمام الاتحاد السوفيتي إلى الاتفاقية العالمية لحقوق النشر في عام 1973. فبعدها أبرِمت المزيد من المعاهدات الثنائية، ومن جملتها معاهدتان مع دول غربية (النمسا والسويد). انضم الاتحاد الروسي إلى اتفاقية برن في عام 1995، وذلك بعد تأسسه كدولة مستقلة خلفًا للاتحاد السوفيتي.
أفضت المفاوضات حول انضمام روسيا إلى منظمة التجارة العالمية إلى إجراء عدة تعديلات على قانون حقوق النشر الروسي لتحقيق شروط الانضمام.

## تاريخ تشريعات حقوق النشر الداخلية

### حقوق النشر في الاتحاد السوفيتي
ظل قانون حقوق النشر القيصري لسنة 1911 ساري المفعول بعد ثورة أكتوبر، وذلك رغم إبطاله جزئيًا بموجب العديد من المراسيم. خفضت مدة نفاذ حقوق النشر من 50 سنة بعد وفاة المؤلف إلى المدة الزمنية التي عاش المؤلف خلالها. أممت العديد من الأعمال، وفي البداية، انحصر ذلك على أعمال المؤلفين المتوفين، ولكنه شمل لاحقًا أعمال المؤلفين الذين ظلوا على قيد الحياة. أدى تأميم دور النشر إلى حصر الإمكانيات التي استطاع المؤلفون من خلالها نشر أعمالهم، وهو ما قيد حقوقهم الحصرية تقييدًا فعالًا.
أصدرت اللجنة التنفيذية المركزية قانونًا جديدًا لحقوق النشر بتاريخ 30 يناير عام 1925. استعيض عن «أساسيات قانون حقوق النشر» بنسخة ثانية بعد مرور ثلاث سنوات بتاريخ 16 مايو عام 1928. ظلت تلك النسخة سارية المفعول دون تغيير لمدة ثلاثين عامًا. أدمج قانون حقوق النشر في القانون المدني في عام 1961. أصدر مجلس السوفييت الأعلى للاتحاد السوفيتي قانون أساسيات التشريع المدني بتاريخ 8 ديسمبر عام 1961، والذي دخل حيز التنفيذ في يوم 1 مايو عام 1962. احتوى الفصل الرابع من قانون الأساسيات على أحد عشر مادة، والتي شكلت فحوى قانون حقوق النشر.
بموجب التشريع السوفيتي، كانت هذه الأساسيات السارية في كافة أنحاء الاتحاد مجرد إطار عمل ملزم لا أكثر؛ إذ تحتم على الجمهوريات الفردية المؤلفة للاتحاد السوفيتي تنفيذ الأحكام المنصوص عليها في قانون الأساسيات ضمن قوانينها الجمهورية الخاصة. ظلت الخصائص الأساسية المميزة لقانون حقوق النشر السوفيتي ثابتة إلى حد ما بعد خضوعها لهذه المراجعات، وكذلك هو الحال في قوانين الجمهوريات المختلفة، وذلك رغم التفاوت الذي شاب نسخ القانون المختلفة في بعض تفاصيلها. منحت حقوق النشر للأعمال الإبداعية التي أنتجها مواطنو الاتحاد السوفيتي، سواء أكانت منشورة أم غير منشورة. كانت الأعمال الأجنبية محمية بحقوق النشر فقط في حال نشرها داخل الاتحاد السوفيتي لأول مرة أو في حال كانت غير منشورة أو وجدت في شكلها الأصلي على أراضي الاتحاد السوفيتي. كانت حقوق النشر تلقائية النفاذ، وظهرت عند إنشاء العمل، إذ لم يكن هناك داعٍ لاتخاذ أي إجراءات رسمية (عدا في حالة الصور الفوتوغرافية التي كانت محمية بحقوق النشر فقط في حال حملها لاسم الإستوديو أو المصور، والعنوان، والسنة).
منِح المؤلفون الحقوق الشخصية المخولة للإسناد ولنزاهة العمل. كانت هذه الحقوق دائمة النفاذ، وارتبطت بالمؤلف (إذ لا يمكن توريثها). وتولت إدارة عموم الاتحاد لحماية حقوق التأليف والنشر تنفيذها بعد وفاة المؤلف. علاوةً على ذلك، اعترف القانون بحقوق المؤلف في استنساخ ونشر وتوزيع العمل، والحصول على تعويض مادي لقاء استخدام عمله. عدت هذه الحقوق حقوقًا «حصريةً» اختص بها المؤلف حتى عام 1961، بيد أن الرأي السائد بين المنظرين القانونيين السوفييت والممارسات الفعلية ظل دائمًا يؤكد على عدم تمتع المؤلف بحقوق نشر حصرية لأعماله في واقع الأمر، فضلًا عن سلبه من القدرة على نشر أعماله بنفسه، إذ كان له الحق في الحصول على تعويض فقط في حال وافقت الهيئات الرسمية على نشر العمل. وبالتالي، فإن قانون الأساسيات لسنة 1961 لم يعد يعتبر هذه الحقوق حقوقًا «حصريةً».
تغيرت مدة سريان حقوق النشر العامة مع كل مراجعة للقانون. نص قانون الأساسيات لسنة 1925 على نفاذ حقوق النشر لمدة 25 سنة منذ النشر الأول للعمل. وفي عام 1928، غيرت هذه إلى المدة لتغطي حياة المؤلف، مضافًا عليها 15 سنة (15 سنة بعد الوفاة). قلص قانون الأساسيات لسنة 1961 هذه المدة لتشمل المدة التي عاش المؤلف خلالها، بيد أنها سمحت للجمهوريات الفردية بوضع قواعدها الخاصة. كذلك جاء قانون الأساسيات على ذكر إمكانية توريث حقوق النشر. حددت جمهورية روسيا الاتحادية الاشتراكية السوفيتية في الفصل الرابع من قانونها المدني لسنة 1964 مدة سريان حقوق النشر بخمسة عشر سنة بعد وفاة المؤلف.
كانت حقوق النشر التي تمتع بها المؤلف محصورةً بمجموعة واسعة من الاستعمالات المسموح بها دون الحصول على موافقة المؤلف، والتي لم تعد انتهاكًا لحقوق النشر. إذ ذكر القانون عددًا من «الاستخدامات الحرة»، بالإضافة إلى تراخيص إلزامية. كانت الاستعمالات الحرة قد سمحت لأي شخص باستعمال عمل منشور ومحمي بموجب حقوق النشر دون الحصول على موافقة من المؤلف الأصلي ودون دفع عوائد مالية، في حين غطت التراخيص الإلزامية الحالات التي سمِح فيها بالاستعمال دون الحصول على موافقة المؤلف، شريطة دفع عوائد مالية. كان تطبيق الاستعمالات الحرة والتراخيص الإلزامية مرهونًا بالإسناد الصحيح للمؤلف. كذلك احتفظت الدولة بحق تنفيذ عمليات شراء إلزامية لحقوق النشر الخاصة بعمل ما. نادرًا ما طبِق هذا الحكم، وعادةً ما أريد من ذلك منع حصول ورثة مؤلفي الأعمال الناجحة على «دخل فائض غير مكتسب».
استمر قانون حقوق النشر السوفيتي في منح حرية الترجمة تحت بند الاستعمالات الحرة. إذ أمكن ترجمة أي عمل دون الحصول على موافقة المؤلف، ومنِح المترجم حقوق نشر منفصلةً ومستقلةً لقاء الترجمة. طلِب من المترجمين الحفاظ على معنى وتكامل العمل الأصلي بعد دخول قانون الأساسيات لسنة 1961 حيز التنفيذ.